# Carinosquilla lirata
Carinosquilla lirata is een bidsprinkhaankreeftensoort uit de familie van de Squillidae. De wetenschappelijke naam van de soort is voor het eerst geldig gepubliceerd in 1921 door Kemp & Chopra.